# Yury Moshkin
Pour les articles homonymes, voir Moshkin.
Yury Moshkin, en russe Юрий Мошкин, né en 1931, est un coureur du combiné nordique et sauteur à ski soviétique.

## Biographie
Yury Moshkin vient de la région de Nijni Novgorod. Il est entraîné au saut à ski par Sergey Sakharnov (ru).
En 1954, Yury Moshkin se classe 25e du concours de saut à ski des championnats du monde de ski nordique 1954 à Falun.
En 1956, Yury Moshkin domine, à la surprise générale, le concours de saut. Sverre Stenersen est deuxième juste devant le Suédois Bengt Eriksson. Lors de la course de ski de fond de 15 km, Yury Moshkin termine à 8 minutes du vainqueur Sverre Stenersen et il termine 13e de l'épreuve combinée,. Quelques jours plus tard, Yury Moshkin termine 34e du concours de saut à ski,. Ce concours est dominé par les Finlandais qui utilise une nouvelle technique de saut (main le long du corps) ce qui explique leur domination.
L'hiver suivant, il se classe 31e de Tournée des quatre tremplins 1956-1957 (de).

## Résultats

### Jeux olympiques
| Épreuve / Édition | Cortina d’Ampezzo 1956 |
| Combiné nordique  | 13e                    |
| Saut à ski        | 34e                    |

### Championnats du monde
| Épreuve / Édition | Falun 1954 |
| Saut à ski        | 25e        |

### Tournée des quatre tremplins
Il se classe 31e de Tournée des quatre tremplins 1956-1957 (de).

### Championnats d'URSS
Il n'aurait jamais été champions d'URSS de saut à ski ni de combiné nordique,.